# Dimitrios Konstantinou
Dimitrios Konstantinou (řecky: Δημήτριος Κωνσταντίνου) byl řecký fotograf aktivní v 19. století.

## Životopis
O Dimitriu Konstantinouovi nemáme mnoho dostupných informací o jeho životě. Byl fotografem, který pracoval v Aténách. Poprvé se objevil v roce 1857. Nejstarší zmínka o jeho jménu je v časopise Pandora z června 1858, pokud jde o popis výroční zprávy polytechniky. Jeho blízké přátelství s nakladatelem a autorem Marinem Bretem, který žil a tvořil v Paříži, naznačuje, že možná nějakou dobu pracoval ve francouzské metropoli nebo tam vyučoval fotografii.
V roce 1859 se Konstantinos účastnil První Olympie a byl oceněn Stříbrnou medailí. V témže roce u příležitosti jeho účasti na výstavě zpochybnili další dva fotografové, zda lze jeho retušované fotografie považovat ještě za fotografie či nikoliv. V roce 1861 ho řecká vláda pověřila vytvořením alba s 22 fotografiemi krajiny a historických památek Athén.
Toto album vyšlo pod názvem Athenes et ses Antiqutes, zatímco v roce 1865 vyšlo Athen ynd Ungebung s 26 alby. V roce 1862 se Constantine zúčastnil Světové výstavy v Londýně, v roce 1873 Světové výstavy ve Vídni a v roce 1875 se jako jediný řecký fotograf zúčastnil Světové výstavy v Paříži.
Konstantinou, který jen zřídka vytvářel vizitky a preferoval velké fotografie (37,5x27,5 nebo 27x21 cm) vhodné do fotoalb, byl prvním fotografem, který pracoval pro Řeckou archeologickou společnost.

## Galerie

Caryatides. Erectheum
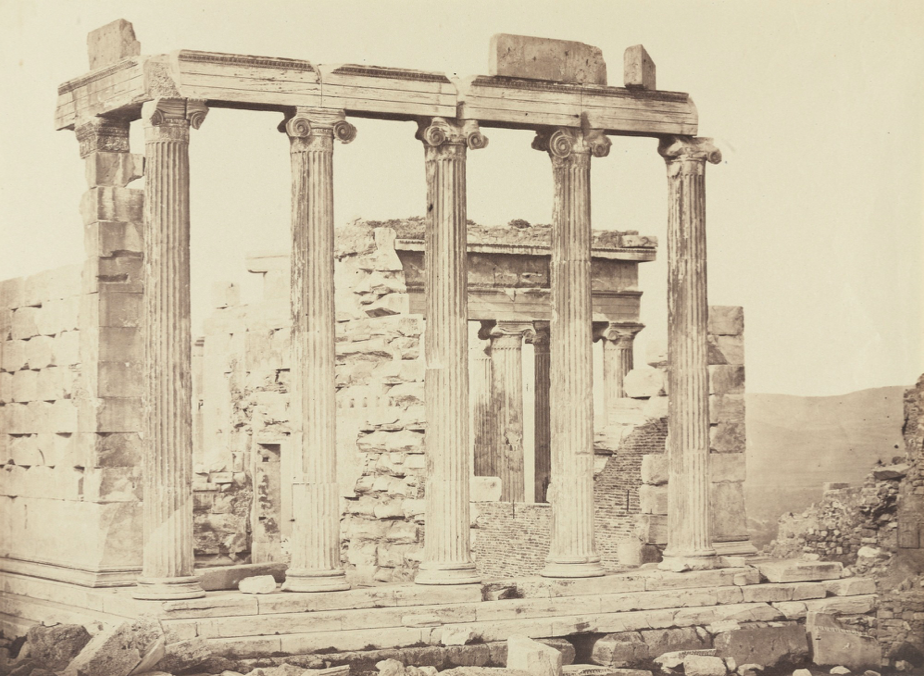
Erechtheion, the Acropolis, Athens, 1860-1870, albuminový tisk, 26.6x37.0 cm, MoMA
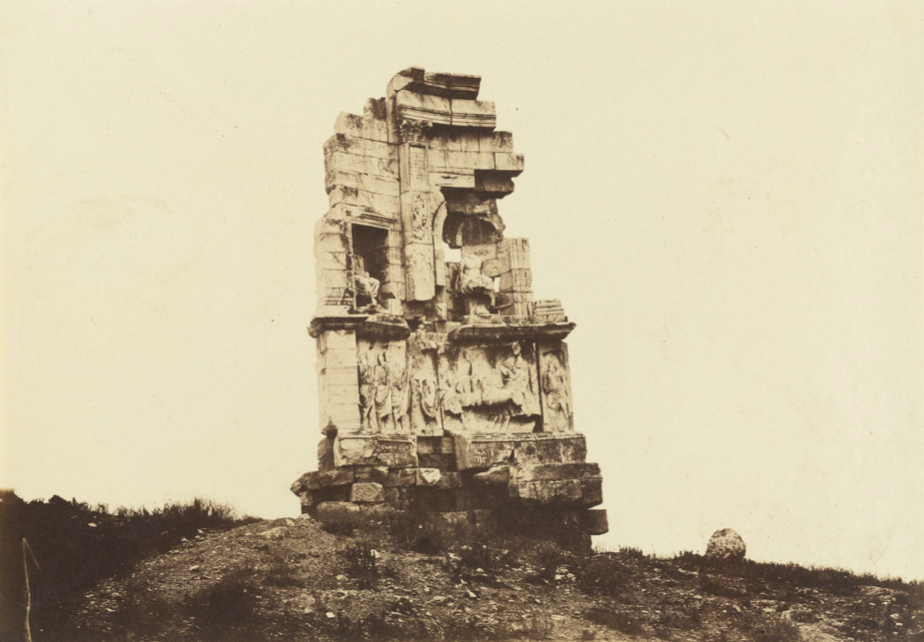
Tomb of Philopappos, 1860s, albuminový tisk, 26.4x37.7 cm, MoMA
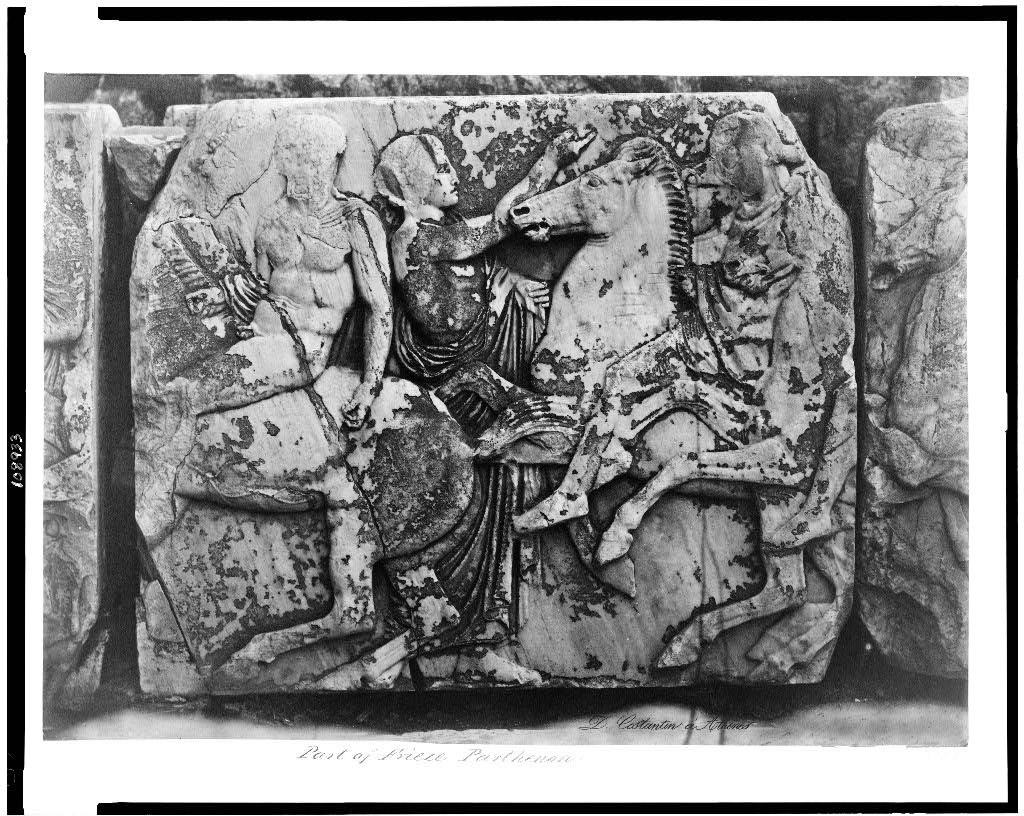
Part of Frieze. Parthenon, Athény